# Chonemorpha pedicellata
Chonemorpha pedicellata là một loài thực vật có hoa trong họ La bố ma. Loài này được Rao mô tả khoa học đầu tiên năm 1953.